# 根建忍
根建 忍（ねだて しのぶ、1953年4月14日 - ）は、神奈川県出身の元プロ野球選手。ポジションは投手。

## 来歴・人物
武相高等学校では、エース、四番打者として1970年秋季関東大会に進むが、1回戦で木更津中央高に敗れる。翌1971年夏の甲子園県予選では決勝に進むが、桐蔭学園の大塚喜代美、土屋恵三郎のバッテリーに抑えられ敗退、甲子園出場を逸する。高校同期に遊撃手の金島正彦がいた。
1971年のドラフトに広島から7位指名され入団。一軍公式戦に出場がなく、1977年限りで引退。上手投げからカーブ、シュートを武器とした。引退後は家業を継いでいる。
お笑いコンビ『囲碁将棋』の根建太一は甥にあたる。

## 詳細情報

### 年度別投手成績
- 一軍公式戦出場無し

### 背番号
- 35 （1972年 - 1976年）
- 59 （1977年）